# Seafarer Fatigue
Bei Seafarer Fatigue (englisch seafarer ‚Seeleute‘, fatigue ‚Ermüdung‘) handelt es sich um einen Komplex von Symptomen als Reaktion auf Belastungen aus der Arbeits- und Lebensumgebung Schiff.
Die Ursachen für die Fatigue von Seeleuten liegen oft in Ermangelung eines Schutzes vor körperlicher und mentaler Überlastung und sind in der Berufsschifffahrt einer der Auslöser von Seeunfällen. Sie ist kein neues Phänomen, wurde aber erst ab 1993 systematisch als Problem angegangen.

## Regulatorischer Umgang
Seeleute erhalten aufgrund langer Fahrtzeiten und des Lebens an Bord später als andere Berufsgruppen (fach-)ärztliche Betreuung und Aufklärung in Fragen der Gesundheit. Sie müssen ihre Tätigkeit unter den nach Kriterien der Internationalen Transportarbeiter-Föderation (ITF) auf unter Billigflagge fahrenden Schiffen bei „Substandard-Arbeitsbedingungen“ ausüben.
Die steigende Anzahl von Schiffsunfällen führte u. a. zur weltweiten Einführung der stichprobenartig durchgeführten Hafenstaatkontrolle, die das weltweit bekannte „Wegschauen“ der Flaggenstaaten im Rahmen der Möglichkeiten einer Hafenstaatkontrolle zumindest teilweise kompensieren soll.
Der Begriff der „Seetüchtigkeit“ schließt die mentale und physische Eignung der Besatzungsangehörigen ein und wurde in Zusammenhang mit den seit 1998 geltenden Vorschriften des International Safety Management Code eingeführt. Eine IMO-Resolution des Jahres 1993 führte zu einer Klassifizierung von Ermüdungsfaktoren. Das Thema wurde 1998 weiter präzisiert und führte zu Richtlinien der IMO für die Analyse des Gesundheitszustandes von Schiffspersonal. Besonders die großen Versicherer in der Schifffahrt drängten vermehrt auf Durchsetzung der Hafenstaatkontrolle in Bezug auf die Besatzungen in ebenso korrekter Weise, wie diese bei der Überprüfung des technischen Zustands von Schiffen der Fall ist.
Im Jahr 2001 ergänzte die IMO den ISM-Code mit weiteren Richtlinien zu Fatigue. Dabei geht es um Arbeitsschutzbestimmungen, um Unfall- und Ursachenforschung.
In Deutschland erschienen die IMO-Richtlinien im Jahr 2002 als „Richtlinie zur Linderung von Fatigue (Übermüdung) und Fatigue-Management“ und beim Bundesamt für Seeschifffahrt und Hydrographie (BSH). Letztere Veröffentlichung rückte Fatigue-Faktoren bei Bemannung und Sicherheit von Schiffen, damit auch die Klassifizierung von Fatigue-Faktoren in Kategorien sowie die mögliche Begründung von Schadensersatzansprüchen in das Bewusstsein der Beteiligten.

## Medizinische Erkenntnisse
Übermüdung im Sinne von Seafarer Fatigue wird beschrieben als „eine Reduzierung der physischen und / oder mentalen Fähigkeiten als Folge physischer, mentaler oder emotionaler Anstrengung, die nahezu alle physischen Fähigkeiten wie Kraft, Schnelligkeit, Reaktionszeit, Koordination, Entscheidungsfindung oder Gleichgewichtssinn beeinträchtigt.“ Die zum Thema „menschliches Verhalten in Notfällen“ beschriebenen langwierigen schweren Beeinträchtigungen durch psychische Störungen beinhalten oft auch eine Depression. Relevante Erkenntnisse des Zusammenwirkens unterschiedlicher Faktoren benötigen einen psychopathologischen Befund des Patienten.
Gesicherte medizinische Erkenntnisse, hier insbesondere zu psychischen Erkrankungen inkl. Depression in der kleinen Berufsgruppe der Seeleute, stehen maritimen und medizinischen Experten, ggf. auch Juristen anhand der Dokumente der IMO zur Verfügung, um von Medizinern gestellte Diagnosen vor dem Hintergrund der besonderen Bedingungen der Seeschifffahrt und Lebenswirklichkeit von Seeleuten einzuordnen und berücksichtigen zu können.

## Ursachenforschung
Seafarer Fatigue ist Gegenstand wissenschaftlicher Forschung, die zu einer Vielzahl von Veröffentlichungen geführt hat. Das Seafarers International Research Centre (SIRC) an der Universität Cardiff ist seit dem Jahr 1995 auf dem Gebiet besonders anerkannt. Die SIRC-Publikation „Lost at Sea and Lost At Home: the Predicament of Seafaring Families“ beschrieb bereits im Jahr 2003 Ursachen von Seafarer Fatigue und Auswirkungen auch auf die Familien der Seeleute.
Allgemein werden unausweichliche Extrembelastungen und Schlafentzug auf See als Ursache der Seafarer Fatigue genannt. Defekte Klimaanlagen tragen zu der ohnehin vorhandenen ständigen Geräuschkulisse an Bord bei.
Weil Seeleute in ihrer von Landverhältnissen deutlich abweichenden Lebenswirklichkeit auf See vom Rest der Weltbevölkerung isoliert arbeiten und leben, wurde für die Ursachenforschung von Seafarer Fatigue am 12. Juni 2001 von der IMO eine „Coping-Strategy“ veröffentlicht.

## Arbeitswissenschaftliche Erkenntnisse
Ausreichend Schlaf ist nur mit wirksamen Ruhezeiten möglich. Bei allen beruflichen Tätigkeiten sowohl an Land als auch auf See sollte die Ruhezeit gemäß arbeitswissenschaftlicher Erkenntnisse in der Norm DIN EN ISO 10075 „eine vollständige Erholung von Ermüdungseffekten der vorangegangenen Schicht“ sicherstellen. Dies kann im „24/7 Schichtdienst“ auf den Meeren insbesondere beim Durchfahren der Zeitzonen praktisch nicht gewährleistet werden und führte daher in der Vergangenheit immer wieder zu Schiffsunfällen mit extremen Umweltschäden wie z. B. beim Unglück der Exxon Valdez, so dass bei Seeleuten in der Berufsschifffahrt auftretende extreme Belastungssituationen inkl. unausweichlichem Schlafentzug aus unterschiedlichsten Gründen aus der maritimen Umgebung heraus international als Seafarer Fatigue bekannt sind. Die Nachrichten für Seefahrer (NfS) veröffentlichten daher vergleichbare Publikationen in 2002 unter dem Titel IMO-Richtlinie zur Linderung von Fatigue (Übermüdung) und Fatigue-Management, um ausreichend Schlaf mit wirksamen Ruhezeiten sicherstellen zu können bzw. um auch die „Fehlersuche“ unterstützen zu können.

## Arbeitsrechtliche Aspekte (Deutschland)
In Deutschland ist die Berufsgenossenschaft Verkehrswirtschaft Post-Logistik Telekommunikation (BG Verkehr) für die Frage von Entschädigung im Falle eines anzuerkennenden Arbeitsunfalls wegen Seafarer Fatigue zuständig.
Nationale Rechtsgrundlage in Deutschland ist für Seeleute die Unfallverhütungsvorschrift Seeschifffahrt. Die Richtlinie zur Linderung von Seafarer Fatigue und Fatigue-Management beschreibt den Weg zur Ermittlung von Ursachen von Ermüdung und Übermüdung. In der Unfallverhütungsvorschrift Seeschifffahrt wird eine nicht abschließende Aufzählung von Kriterien zur Verfügung gestellt, die auch die Ermüdung und Übermüdung von Seeleuten objektiv überprüfbar machen sollen. Zwei Instrumente zur strukturierten Sicherheitsplanung stellt die IMO mit dem 'Formal Safety Assessment' (FSA) in Kombination mit dem 'Human Element Analysing Process' (HEAP) zur Verfügung.
Die international geltende „Maritime Labour Convention 2006“ (kurz: „MLC 2006“) ist in Deutschland als Seearbeitsübereinkommen bekannt und beinhaltet mit „Regulation 2.3 Hours of work and rest“ eine arbeitsrechtlich wichtige Grundlage für wirksame Ruhezeiten an Bord von Schiffen zur Linderung bzw. Vermeidung von „Seafarer Fatigue“ im organisatorischen Rahmen von Regelungen zu Arbeitszeit („work“) und bzgl. Zeit zur Erholung („rest“) als eine wesentliche Ergänzung der deutschen „Unfallverhütungsvorschrift Seeschifffahrt“.